# World Series of Poker 2000
Le World Series of Poker 2000 furono la trentunesima edizione della manifestazione. Si tennero dal 22 aprile al 22 maggio presso il casinò Binion's Horseshoe di Las Vegas.
Il vincitore del Main Event fu Chris Ferguson.

## Eventi preliminari
| Evento                                                             | Vincitore          | Premio   | Ultimo giocatore eliminato |
| ------------------------------------------------------------------ | ------------------ | -------- | -------------------------- |
| $500 Limit Hold'em riservato ai dipendenti del Binion's            | Dave Alizadeh      | $21.800  | Von Huang                  |
| $2.000 Limit Hold'em                                               | Tony Ma            | $367.040 | Roman Abinsay              |
| $1.500 Seven-card stud                                             | Jerri Thomas       | $135.825 | Bill Gibes                 |
| $1.500 Limit Omaha                                                 | Ivo Donev          | $85.800  | Thor Hansen                |
| $1.500 Seven Card Stud Hi-Lo                                       | Randy Holland      | $120.990 | Eli Balas                  |
| $1.500 Pot Limit Omaha                                             | Johnny Chan        | $179.400 | Josh Arieh                 |
| $1500 Limit Omaha Hi-Lo                                            | Nat Koe            | $160.950 | Brent Carter               |
| $2.000 No Limit Hold'em                                            | Diego Cordovez     | $293.040 | Dave Ulliott               |
| $2.500 Seven Card Stud                                             | Chris Ferguson     | $151.000 | Al Decarlo                 |
| $2.000 Pot Limit Hold'em                                           | Jimmy Athanas      | $173.900 | Dave Colclough             |
| $3.000 Limit Hold'em                                               | Chris Tsiprailidis | $213.600 | Ed Smith                   |
| $5.000 No Limit Deuce to Seven Draw                                | Jennifer Harman    | $146.250 | Lyle Berman                |
| $2.500 Seven Card Stud Hi-Lo                                       | Joe Wynn           | $129.000 | Andreas Krause             |
| $2.500 Pot Limit Omaha                                             | Phil Ivey          | $195.000 | "Amarillo Slim" Preston    |
| $1.500 Ace to Five Lowball                                         | Richard Dunberg    | $76.200  | Roger Van Driesen          |
| $2.500 Limit Omaha Hi-Lo                                           | Michael Sohayegh   | $160.000 | Hasan Habib                |
| $1.500 Razz                                                        | Huck Seed          | $77.400  | John Spadavecchia          |
| $3.000 Pot Limit Hold'em                                           | Mike Carson        | $222.000 | Jack Ward                  |
| $5.000 Seven Card Stud                                             | David Chiu         | $202.000 | Ken Flaton                 |
| $3.000 No Limit Hold'em                                            | Chris Björin       | $334.110 | Paul Evans                 |
| $5.000 Limit Omaha Hi-Lo                                           | Howard Lederer     | $198.000 | Allen Cunningham           |
| $5.000 Limit Hold'em                                               | Jay Heimowitz      | $284.000 | Melissa Hayden             |
| $1.000 1/2 Limit Hold'em, 1/2 Seven Card Stud riservato alle donne | Nani Dollison      | $53.200  | Martine Oules              |
| Charity Media Tournament                                           | Tim Ellis          | $5.000   | Jack Ring                  |

## Main Event
I partecipanti al Main Event furono 512. Ciascuno di essi pagò un buy-in di 10.000 dollari.

### Tavolo finale
| Piazzamento | Nome           | Premio     |
| ----------- | -------------- | ---------- |
| 1°          | Chris Ferguson | $1.500.000 |
| 2°          | T. J. Cloutier | $896.500   |
| 3°          | Steve Kaufman  | $570.500   |
| 4°          | Hasan Habib    | $326.000   |
| 5°          | James McManus  | $247.760   |
| 6°          | Roman Abinsay  | $195.600   |